# Sporormiella hololasia
Sporormiella hololasia är en svampart som beskrevs av Doveri 2005. Sporormiella hololasia ingår i släktet Sporormiella och familjen Sporormiaceae.   Inga underarter finns listade i Catalogue of Life.